# Governo de Moscou

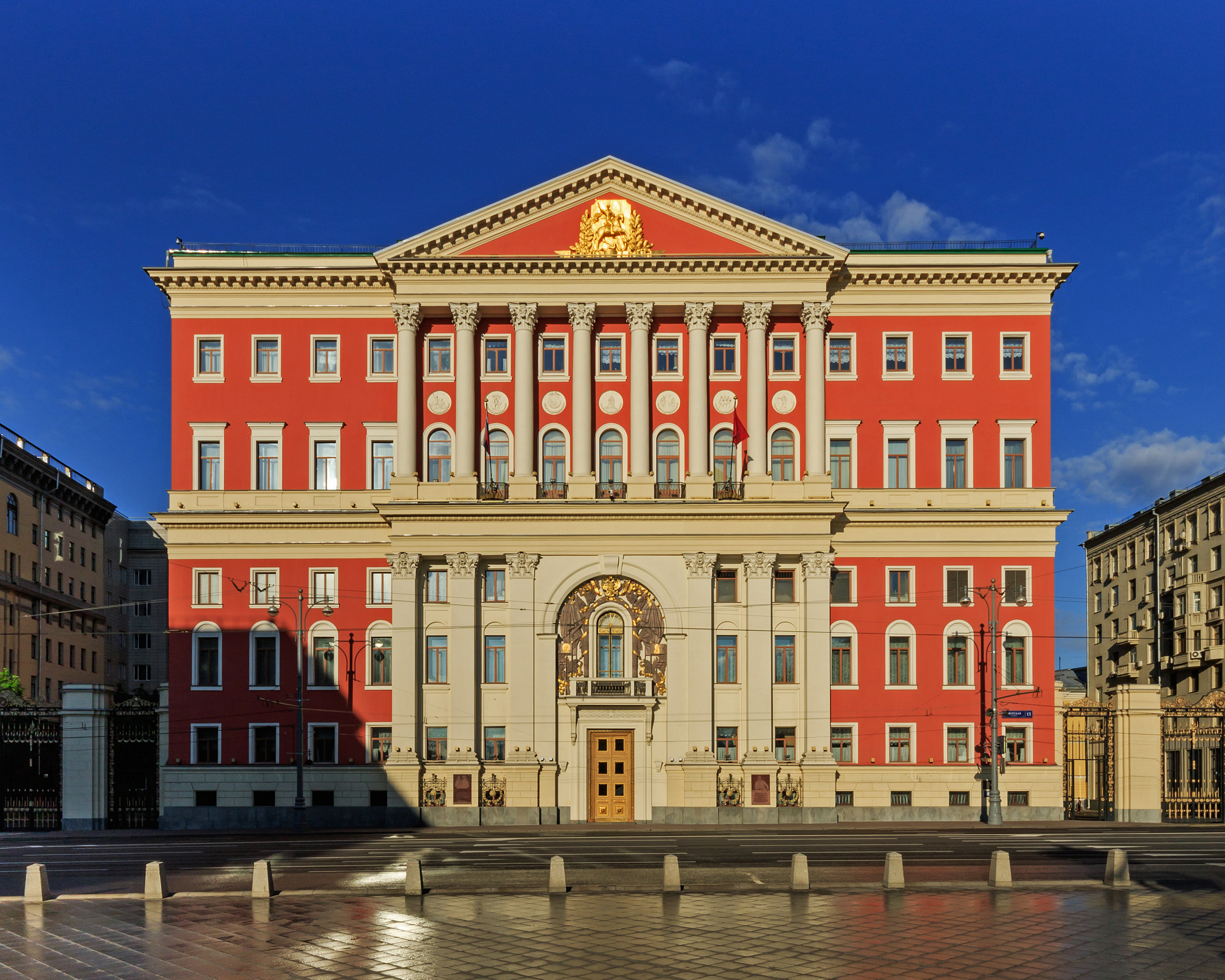
Residência do prefeito de Moscou

Governo de Moscou (em russo:  Правительство Москвы) é o mais alto órgão executivo da autoridade do Estado de Moscou. O Governo de Moscou é chefiada pelo mais alto funcionário da cidade de Moscou, ou seja, o prefeito de Moscou.
Os membros do Governo de Moscou são o prefeito de Moscou, os vice-prefeitos de Moscou no Governo de Moscou e os ministros do governo de Moscou. O Governo de Moscou emite ordens (ordens do Governo de Moscou), que são assinados pelo prefeito de Moscou. O Governo de Moscou tem personalidade jurídica. Estrutura e funcionamento do Governo de Moscou são estabelecidos pela lei de Moscou, adotada pela Duma de Moscou.
De acordo com a Constituição da Federação Russa, Moscou é um assunto independente da Federação Russa, a chamada cidade de importância federal.